# Donnerskirchen
Donnerskirchen (in ungherese: Fertőfehéregyháza) è un comune austriaco di 1 746 abitanti nel distretto di Eisenstadt-Umgebung, in Burgenland; ha lo status di comune mercato (Marktgemeinde).